# Girolamo Bartolomeo Bortignon
Girolamo Bartolomeo Bortignon (ur. 31 marca 1905 w Romano d’Ezzelino, zm. 12 marca 1992 w Rubano) – włoski duchowny rzymskokatolicki.